# Christian Bourgois
Christian Bourgois (Antibes, 21 de setembro de 1933 — Paris, 20 de dezembro de 2007) foi um editor francês, fundador da editora de mesmo nome.